# 범어사 태전화상주심경
태전화상주심경(太顚和尙注心經)은 부산광역시 금정구 범어사에 있는 조선시대의 책이다. 1999년 11월 19일 부산광역시의 유형문화재 제32호로 지정되었다.

## 개요
『반야바라밀다심경』은 줄여서 ‘반야심경’이라고 부르는데, 여러 종파에서 공통적으로 읽고 외우는 보편적인 경전이다. 이 불경은 태전화상이『반야바라밀다심경』을 구절마다 상세히 해설을 붙인 책으로 1책의 목판본이다.
태전화상은 당나라의 고승으로, 원성왕 7년(791) 선원을 창건하여 영산(靈山)이라 하였는데, 법을 전한 문인이 1,000명이나 되었으며 스스로 호를 태전화상이라 하였다.
이 판본은 조선 태종 11년(1411)에 전북 고창 문수사에서 간행된 것으로서 조선 전기 불경연구 및 서지학 연구의 귀중한 자료로 평가된다.

## 참고 문헌
- 범어사 태전화상주심경 - 국가유산청 국가유산포털